# Irisdaymi Herrera
Irisdaymi Herrera (née le 18 avril 1992) est une athlète cubaine, spécialiste du saut en longueur. 

## Biographie
En 2009, Irisdaymi Herrera termine 5e au saut en longueur lors des championnats du monde jeunesse, à trois centimètres du podium.
L'année suivante, aux championnats du monde juniors, elle remporte le titre avec 6,41 m (record personnel), devant la Chinoise Wang Wupin et l'Ukrainienne Marharyta Tverdohlib.

### Palmarès
| Date | Compétition                    | Lieu       | Résultat | Performance |
| ---- | ------------------------------ | ---------- | -------- | ----------- |
| 2009 | Championnats du monde jeunesse | Bressanone | 5e       | 6,02 m      |
| 2010 | Championnats du monde juniors  | Moncton    | 1re      | 6,41 m      |

### Records
| Épreuve          | Performance | Lieu    | Date            |
| ---------------- | ----------- | ------- | --------------- |
| Saut en longueur | 6,41 m      | Moncton | 23 juillet 2010 |